# Luca Barbieri (scrittore)

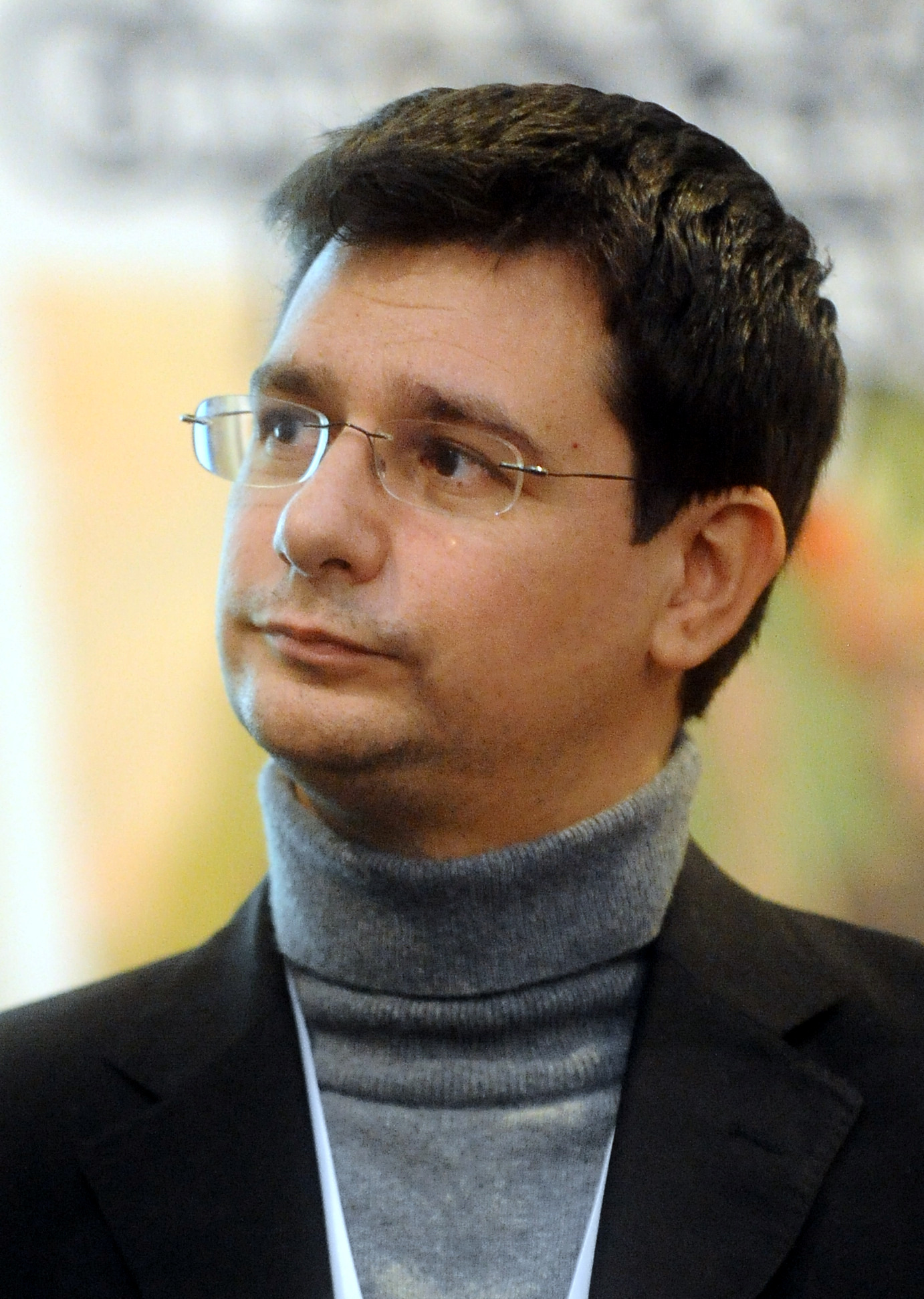
Luca Barbieri a Lucca Comics & Games, nel 2017

Luca Barbieri (Genova, 20 maggio 1976) è uno scrittore, fumettista e sceneggiatore italiano.

## Biografia
Ha abitato a La Spezia per diversi anni, dove ha frequentato il Liceo Scientifico, per poi laurearsi in Giurisprudenza all'Università degli studi di Genova. È iscritto all'ordine nazionale dei giornalisti, ha pubblicato vari libri, di narrativa e saggistica, ed è sceneggiatore di fumetti pubblicati da Sergio Bonelli Editore (Dragonero, Zagor, Martin Mystère e Tex) e Disney. In particolare si è occupato di sceneggiare nel 2024 "What If... Donald Duck became Wolverine?",  il primo albo dell'epocale collaborazione fra Disney e Marvel, e alcuni dei successivi albi (per esempio Iron Duck). Ha curato per Meridiano Zero la collana WEST, dedicata al mondo dei western. Dal 2016 è redattore della Sergio Bonelli Editore. È curatore della testata fantasy "Dragonero" e della sua derivazione "Senzanima" per un pubblico più maturo. Ha tenuto fino al 2022 una rubrica mensile sul sito Tom's Hardware - Cultura Pop, intitolata "Il Rasoio".

## Opere
- Luca Barbieri, Amore negato: società multietnica e mutilazioni genitali femminili, Torino, Ananke Edizioni, 2005, ISBN 88-7325-105-6.
- Luca Barbieri, Five fingers, Piombino, Il Foglio Editore, 2008, ISBN 978-88-7606-143-1.
  -  Luca Barbieri, Five fingers, Bologna, Meridiano Zero, 2015, ISBN 978-88-8237-359-7.
- Luca Barbieri, Storia dei pistoleri, Bologna, Odoya, 2010, ISBN 978-88-6288-070-1.
- Luca Barbieri, Storia dei licantropi, Bologna, Odoya, 2011, ISBN 978-88-6288-124-1.
- Luca Barbieri e Gianluca Ferrari, Guida ai supereroi Marvel, Bologna, Odoya, 2014.
  -  Guida ai supereroi Marvel, Volume 1 (A-H), ISBN 978-88-6288-230-9.
  -  Guida ai supereroi Marvel, Volume 2 (I-Z), ISBN 978-88-6288-231-6.
- Luca Barbieri, insieme a Graziano Frediani e Luca Boschi, Storia del West - La realtà e la leggenda nel capolavoro a fumetti di Gino D'Antonio, Milano, Sergio Bonelli Editore, 2017,  ISBN 978-88-6961-193-3.
- Luca Barbieri, Gli Indomabili del Selvaggio West, Bologna, Odoya, 2018, ISBN 978-88-6288-332-0.
- Luca Barbieri, Il Re dei Topi, Milano, DBooks, 2019, ISBN 978-88-8556-519-7.
- Luca Barbieri, insieme a Graziano Frediani, Gianni Bono e Luca Boschi, Sergio Bonelli Editore - 80 anni a fumetti, Milano, Sergio Bonelli Editore, 2021, ISBN 978-88-6961-629-7

## Premi
- 2009: Trofeo RiLL per il miglior racconto inedito di narrativa fantastica[4]
- 2018: "Five Fingers" si classifica al terzo posto al Premio Letterario Nazionale Giovane Holden, sezione "silloge di racconti editi".
- 2023: Premio Atlantide per la storia a fumetti "Lorem Ipsum" (serie Martin Mystère).
- 2025: Oscar zagoriano come Miglior Storia dell'anno per "Il cuore di Manito" e come Miglior Sceneggiatore dell'anno.
- 2025: Premio ANAFI come Miglior Sceneggiatore dell'anno.